# 岡村美南
岡村 美南（おかむら みなみ、1986年6月29日 - ）は日本のミュージカル女優。劇団四季所属。富山県射水市出身。身長171.5cm。

## 人物
長身を生かした踊りや米国の留学体験で活かされた明るい声を持ち、劇団四季でも多くヒロインを務める。中学２年生の時、地元富山で観劇した『夢から醒めた夢』に感動し、舞台の道を目指し、留学も経て劇団四季への入団を果たす。米国への留学中はアルバイトで教会の聖歌隊で歌った経験もある。
休日の過ごし方は「家でめっちゃダラダラして、ぼーっとしています」と語る。テレビではマツコ・デラックスが大好きでよく番組を録画している。

## 経歴
幼い時から地元の和田朝子舞踊研究所でモダンバレエを学び、歌にも興味を抱き声楽のレッスンにも通う。14歳（中学2年生）の時、富山市のオーバード・ホールで見た劇団四季の『夢から醒めた夢』をきっかけにミュージカル女優を志して、高校は富山県立呉羽高等学校音楽コースへ進学する。高校卒業後、一度アメリカ西部の大学に進学し、後にオクラホマシティ大学音楽科へ転学。計4年間学ぶ。
2008年11月、アメリカ留学から一時帰国して劇団四季オーディションを受け、ヴォーカル部門にて合格。大学卒業後の2009年6月に劇団四季入団を果たす。『劇団四季 ソング&ダンス55ステップス』でダンサーとして四季での初舞台を踏む。
2010年の『ウィキッド』では初めてヒロインに大抜擢される。前年にオーディションを合格したばかりでノウハウの不足から２ヶ月の強化指導も受けた。『クレイジー・フォー・ユー』や『ウェストサイド物語』では米国留学の経験が役作りの参考になったと明かしている。。
2017年の『ノートルダムの鐘』ではヒロインの踊り子エスメラルダ役を公募オーディションにて合格する。役作りのために休暇を利用してパリへ行き、休暇中は毎日ノートルダム大聖堂に通ったという。
2017年北日本新聞芸術選奨。

## 出演作品

### 舞台
(太字はヒロイン)
- 劇団四季 ソング&ダンス55ステップス（ダンスパート）
- ウィキッド（エルファバ）
- 夢から醒めた夢（ピコ）
- キャッツ（ジェリーロラム＝グリドルボーン）
- 劇団四季 FESTIVAL! 扉の向こうへ（ヴォーカルパート）
- クレイジー・フォー・ユー（ポリー・ベーカー、アイリーン・ロス）
- ウェストサイド物語（アニタ）
- ノートルダムの鐘（エスメラルダ）
- パリのアメリカ人（マイロ）
- マンマ・ミーア!（ドナ・シェリダン）
- ロボット・イン・ザ・ガーデン（エイミー）
- ゴースト&レディ（デオン・ド・ボーモン）

### 吹き替え
- ウィキッド ふたりの魔女（女性賢者1[3][4]）